# The Bottom
The Bottom è il capoluogo di Saba, municipalità speciale d'oltremare dei Paesi Bassi.
Il centro abitato si trova alle pendici del Monte Scenery, è sede del governatore, nominato dai Paesi Bassi e della Saba University School of Medicine e vi sono due chiese, una anglicana e una cattolica.

## Storia
The Bottom venne fondata nel 1632 da coloni provenienti dalla Zelanda, regione del sud dei Paesi Bassi che le diedero il nome di "Botte", che in olandese antico significa tazza a causa della sua posizione in un pianoro circondato da alte montagne.